# الرایت (ایلینوی)
الرایت، ایلینواز (به انگلیسی: Allright, Illinois) یک منطقهٔ مسکونی در ایالات متحده آمریکا است که در ایلی‌نوی واقع شده‌است.

## خصوصیات
الرایت ۱۷۸٫۰۱ متر بالاتر از سطح دریا واقع شده‌است.